# یونسی (مهاجران ژاپنی)

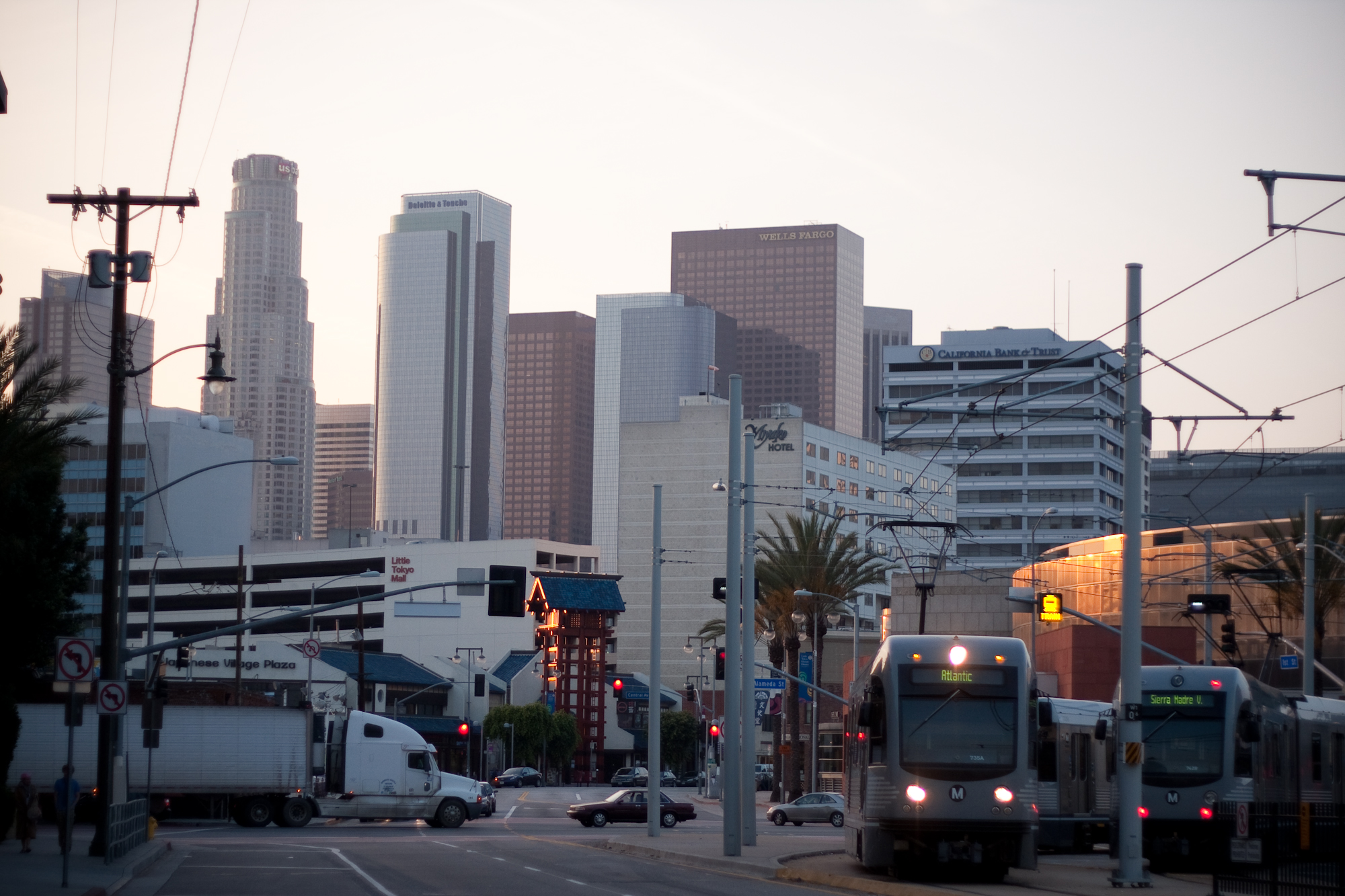
نمایی از لیتل توکیو در لس‌آنجلس که بیشترین جمعیت ژاپنی‌تبار در قاره آمریکای شمالی را در خود جای داده‌است

یونسِی (به ژاپنی: 四世) اصطلاحی در زبان ژاپنی است که به نتیجه‌های مهاجران ژاپنی (ایسی) در کشورهای دیگر گفته می‌شود. ترجمه تحت‌اللفظی این عبارت «نسل چهارم» است. یونسی، فرزند یک سانسی و نوه یک نیسی محسوب می‌شود. به فرزندان یونسی‌ها، گوسی گفته می‌شود.

## در آمریکا
اکثریت قریب به اتفاق یونسی‌ها در آمریکا، یک نسل پس از متولدین جنگ جهانی دوم به‌دنیا آمده‌اند. بسیاری از آن‌ها در اثر افزایش ازدواج بین‌نژادی سانسی‌ها با مردمان نژادهای دیگر ساکن آمریکا (که از دهه ۱۹۶۰ آغاز شد) متولد شده‌اند و تبار ژاپنی خالص ندارند.
| مهاجران ژاپنی‌تبار و فرزاندان آن‌ها | مهاجران ژاپنی‌تبار و فرزاندان آن‌ها | مهاجران ژاپنی‌تبار و فرزاندان آن‌ها | مهاجران ژاپنی‌تبار و فرزاندان آن‌ها |
| نسل                               | فارسی                             | ژاپنی                             | انگلیسی                           |
| --------------------------------- | --------------------------------- | --------------------------------- | --------------------------------- |
| نسل اول                           | ایسی                              | 一世                              | Issei                             |
| نسل دوم                           | نیسی                              | 二世                              | Nisei                             |
| نسل سوم                           | سانسی                             | 三世                              | Sansei                            |
| نسل چهارم                         | یونسی                             | 四世                              | Yonsei                            |
| نسل پنجم                          | گوسی                              | 五世                              | Gosei                             |

## یادکرد منابع
1. 1 2 3 4 5 6  Densho Encyclopedia.